# 高石庄乡
高石庄乡，是中华人民共和国山西省朔州市平鲁区下辖的一个乡镇级行政单位。

## 行政区划
高石庄乡下辖以下地区：
高石庄村、詹家窑村、连家窑村、郭家窑村、黑家窑村、大新窑村、泉子坡村、周家庄村、上窑村、上水泊村、二墩村、八墩村、毛家窑村、店湾村、败虎村、张家窑村、闫哱啰村、蒋家坪村、响水营村、赵家窑村、索家窑村、石湾村、七墩村和下水泊村。